# Grana; an international journal of palynology
Grana; an international journal of palynology (abreviado Grana) es una revista ilustrada con descripciones botánicas que es editada Suecia desde el año 1970 hasta ahora, con el nombre de Grana; An International Journal of Palynology Including World Pollen and Spore Flora. Stockholm. Fue precedida por Grana Palynol..